# Bird on 52nd St.
Bird on 52nd St. (auch Bird on 52nd Street) ist ein Jazz-Album von Charlie Parker, aufgenommen im New Yorker Jazzclub Onyx am 6. Juli 1948. Die Mitschnitte wurden zuerst auf den Labels Debut und Jazz Workshop von Charles Mingus veröffentlicht und erschienen 1972 bei Fantasy Records als Doppelalbum Charlie Parker, gekoppelt mit dem Album Bird at St. Nick’s von 1950.

## Das Album
Die Aufnahmen von Bird on 52nd St. entstanden nach seinen Studiosessions für Dial und Savoy im Dezember 1947 (Charlie Parker Memorial, Vol. 1), aber noch vor seinen Auftritten im New Yorker Royal Roost, die ab September 1948 dokumentiert sind (The Bird Returns). Sein reguläres Quintett bestand aus Miles Davis, Duke Jordan, Tommy Potter und Max Roach. Parker spielte bekannte Standards wie The Way You Look Tonight und How High the Moon, Bebop-Klassiker wie Thelonious Monks 52nd Street Theme, Dizzy Gillespies A Night in Tunisia und Tadd Damerons Hot House sowie den eigenen Titel Chasin’ the Bird. Die diversen Themen sind teilweise mehrfach eingespielt, wie Monks Theme und Out of Nowhere. Die erste Version von This Time The Dream’s on Me setzt mitten im Thema ein und „beläßt Charlie Parker einen seiner ideenreichen 'Ausflüge'“; nur bei der Themenwiederholung am Schluss ist Miles Davis
kurz zu hören, der dafür in der zweiten Version „das gleiche Thema motivisch klug zu gestalten weiß und Charlie Parker im Dialog geschmeidig umspielt.“
Peter Niklas Wilson und Ulf Goeman wiesen darauf hin, dass der Mitschnitt – ähnlich wie Bird at St. Nick’s – mit einem einfachen „Heimrecorder aufgenommen und nachträglich auf ein erträgliches Maß an störenden Nebengeräusche reduziert wurde. Man muß akzeptieren, daß häufig einfach dann ausgeblendet wurde, wenn die damalige Technik es erfordert oder ein größeres Solo eines 'unwichtigeren' Mitspielers einsetzt, daß Improvisationen 'verschlafen' oder zu spät in sie eingeblendet wird.“
Bei der Restauration der Bänder anlässlich der Wiederveröffentlichung durch Fantasy Records (1972) wurde von Toningenieur Bob Guy viel Zeit auf die Reinigung der Bänder von störenden Nebengeräuschen verwandt. Dabei wurden puzzleartig einzelne Teile der Mitschnitte zu einem flüssigen Ganzen zusammengefügt.
Das Albumcover in der Version des französischen Labels America zeigt Charlie Parker mit Barett, T-Shirt und Nadelstreifenanzug, wie er auf der 52sten Straße steht, im Hintergrund die Jazzclubs der 52nd Street.

## Liste der Titel

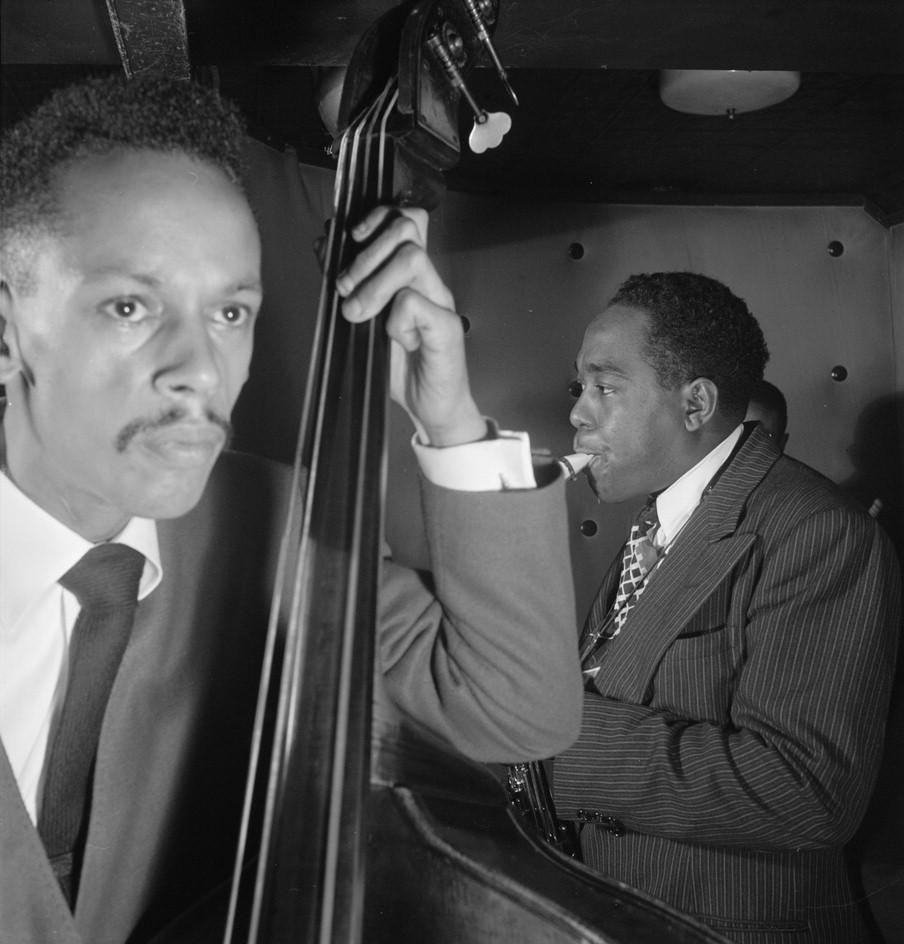
Tommy Potter, Charlie Parker und Max Roach (verdeckt), Auftritt im New Yorker Jazzclub Three Deuces, ca. November 1946. Foto Gottlieb.

- Charlie Parker: Bird on 52nd Street (JWS 501, Fantasy/Debut 6011, OJCCD-114-25)

1. 52nd Street Theme (Monk) – 2:19
2. Shaw 'Nuff (Dizzy Gillespie, Ray Brown, Gil Fuller) – 1:33
3. Out of Nowhere (Johnny Green/Edward Heyman) – 3:05
4. Hot House (Tadd Dameron) – 2:14
5. This Time the Dream’s On Me (Harold Arlen/Johnny Mercer) 2:21
6. A Night in Tunisia (Dizzy Gillespie, Frank Paparelli) – 3:29
7. My Old Flame (Arthur Johnston, Sam Coslow) – 3:23
8. 52nd Street Theme (Monk) – 1:05
9. The Way You Look Tonight (Jerome Kern/Dorothy Fields) – 4:42
10. Out of Nowhere (Heyman/Green) – 2:35
11. Chasin’ the Bird (Parker) – 1:47
12. This Time the Dream's on Me (Arlen/Mercer) – 3:28
13. Dizzy Atmosphere (Dizzy Gillespie) – 3:00
14. How High the Moon (Morgan Lewis/Nancy Hamilton) – 3:37
15. 52nd Street Theme (Monk) – 1:17

## Editorische Hinweise
Die Mitschnitte erschienen zunächst auf dem Label Debut Records, das Charles Mingus mit Max Roach betrieb, auf drei EPs, Charlie Parker – Bird on 52nd Street, Vol. 1 (DEP 38), Vol. 2 (DEP 39) und Vol. 3 (DEP 40). Die LP-Ausgabe erschien um 1962 bei Jazz Workshop (JWS 501), später bei Fantasy (LP 6011, LP 86011), Original Jazz Classics (OJC 114, OJCCD 114-2) America (Frankreich, 30 AM 6061). Unter dem Titel Charlie Parker veröffentlichte Fantasy Records Bird at 52 St. 1972, gekoppelt mit dem 1950 mitgeschnittenen Album Bird at St. Nick’s (PR 24009), 2007 als remasterte CD-Ausgabe. Gegenwärtig (2012) wird das Album von der Concord Music Group vertrieben.
Im Kontext der Aufnahmen aus dem Onyx-Club vom Juli 1948 stehen die Parallelaufnahmen von Dean Benedetti, die in der 7-CD-Ausgabe von Mosaic Records vorliegen.

## Rezension
Peter Niklas Wilson und Ulf Goeman konstatieren, dass die Aufnahmequalität, verglichen mit heutigen Maßstäben „undiskutabel“ sei; „man muß schon genau hinhören, wenn man einzelne – bei der Auswahl stehengelassene – Beiträge der Mitspieler herausfiltern will, um einen Eindruck davon zu gewinnen, wie dieses Quintett harmoniert haben mag.“
Scott Yanow verlieh in Allmusic dem Album lediglich 1½ (von vier) Sterne und beklagte trotz des guten Spiels von Parker (seine Interpretation von Confirmation sei wunderbar) die schauderhafte Qualität der Aufnahme.